# Фано, Джино
Джино Фано (итал. Gino Fano, 5 января 1871 — 8 ноября 1952) — итальянский математик.
В 1888 году поступил в Туринский университет, где был учеником Сегре и Кастельнуово. В 1893—1894 годах посещал лекции Феликса Клейна в Гёттингене (ещё до этого Фано перевёл знаменитую Эрлангенскую программу Клейна на итальянский, она была опубликована в Annali di matematica в 1890 году). До 1899 года Фано был ассистентом Кастельнуово в Риме, после чего получил должность профессора в университете Мессины, а затем в Туринском университете. В 1938 году он был вынужден покинуть этот пост из-за преследований фашистского режима и переехал в Швейцарию, после окончания войны продолжал читать лекции в Италии, а также в Соединённых Штатах. Также он был избран членом Национальной академии деи Линчеи.
Работы Фано относятся к проективной и алгебраической геометрии. В 1907 году он участвовал в написании Энциклопедии Клейна. В его честь названы плоскость Фано и многообразия Фано.
Уго Фано и Роберт Фано были его сыновьями.